# دارين سميث (دراج)
دارين سميث (بالإنجليزية: Darren Smith)‏ هو دراج أسترالي، ولد في 21 سبتمبر 1972، وتوفي في 17 نوفمبر 1992.

## وصلات خارجية
- دارين سميث على موقع أرشيف الدراجات (الإنجليزية)
- دارين سميث على موقع إحصائيات الدراجات الإحترافية (الإنجليزية)
- دارين سميث على موقع أوليمبيديا (الإنجليزية)